# 富士山麓電気鉄道3100形電車
富士山麓電気鉄道3100形電車（ふじさんろくでんきてつどう3100がたでんしゃ）は、富士山麓電気鉄道が1956年（昭和31年）に導入し、富士急行に社名を変更した後の1997年（平成9年）まで同社に在籍していた電車である。

## 概要
1956年に富士山麓電気鉄道が設立30周年を記念して新製した電車で、日本初の狭軌用WN駆動車であると同時に、走行に必要な機器を2両以上に分散して搭載するMM'ユニット方式を同社において初めて採用した画期的な車両であった。
1956年と1958年（昭和33年）に日本車輌製造において2両編成が1本ずつ計4両が製造された。形式名の3100形は、昭和31年に登場したことに由来する。

## 車両概説
製造は日本車輌製造東京支店で行われた。車両設計認可はモハ3101, モハ3102が1956年11月17日付、モハ3103, モハ3104が1958年5月19日付であった。
設計段階では国鉄路線への直通運転用の車両として新造することも検討されたが、国鉄の車両が技術的な発展の過渡的な段階にあり、仕様の統一に困難を生じることから見送られた。

### 外観
車体長は19,350mm（連結器間20,000mm）、全幅は2,800mmで、前面デザインに湘南顔を採用するなど、本形式に続いて日本車輌製造で製造された秩父鉄道300系と類似点が多い（ただし本形式は側面の車体下部が僅かに絞られている）。
側扉は1両あたり2か所に1,300mm幅の片開扉が設けられたが、運転台直後の出入口は客室と仕切られたデッキ付構造となっているのが特徴である。これは、中央本線の夜行列車に大月駅で接続して登山・レジャー客を輸送する早朝運転の臨時列車や、団体臨時列車として運用する際、大月駅や河口湖駅などの始終着駅において寒冷期の未明に長時間停車することが想定されたためで、それらの運用につく場合は連結面寄りのドアを締め切り、デッキ部分のドアのみを使用して車内保温を図る意図があった。また、編成として見た場合、各扉の間隔をできるだけ均等にする設計がなされており、この思想は同じ日本車両製で共通点の多い、秩父鉄道300系や福井鉄道200形にも受け継がれている。
車体塗色は、腰板部をサランダブルー、窓周りおよび幕板をオーシャングリーンとし、境に白帯を配した。この塗り分けは、以後の富士山麓電気鉄道時代から富士急行に至るまでの同社における標準とされた。

### 車内
室内の座席配置は、扉付近にロングシート、扉間及び車端にクロスシートを備えるセミクロスシートである。富士山と松、登山、甲州ぶどうをモチーフにした、スピーカーカバーが特徴であった。車両定員は120名（座席72名）である。

### 機器
主電動機には三菱電機製の直巻電動機であるMB3033Aを搭載した。同電動機は55kWの低出力ではあったが、全電動車編成のため勾配登坂にも実用上は問題なかった。
台車は日本車輌製造が製作したNB-1で、軸箱支持装置に上下動を案内するペデスタルを廃止し、軸箱と一体となったスイングアーム式支持梁の根元（支点）に取り付けた可動ピンを介して側枠と結合する軸梁式支持機構を採用した試行的な台車であり、車体支持方式は揺れ枕吊り式、枕ばねにはオイルダンパ付きのコイルばねを用いている。
駆動装置には前述のように日本の狭軌路線用の鉄道車両として初めてWNドライブを採用した。
ブレーキは空気ブレーキのほか、勾配路線に対応して発電ブレーキも備えていた。

## 変遷
1958年には第2編成のモハ3103 - モハ3104が増備されたが、同車は1971年（昭和46年）3月4日の脱線転覆事故により大破し廃車となった。この編成の代替として、1975年（昭和50年）に5000形が導入された。なお、以後の富士急行では「4」と「9」を忌番として、5200形以降の車両では欠番としている。
残るモハ3101 - モハ3102の2両は、元京王5000系である1000系が導入されたことによって1997年（平成9年）に廃車となった。廃車後は富士見町の中央本線小淵沢 - 信濃境間旧線の廃線跡で、現役当時と異なる灰色一色の塗装となって静態保存されていたが、荒廃が著しく、2016年（平成28年）7月に解体撤去されたため現存しない。